# Oaxacagale ruizi
Oaxacagale ruizi è un mammifero carnivoro estinto, appartenente ai mustelidi. Visse tra l'Eocene superiore e l'Oligocene inferiore (circa 40 - 32 milioni di anni fa) e i suoi resti fossili sono stati ritrovati in Nordamerica.

## Descrizione
Tutto ciò che si conosce di questo animale è un cranio di piccole dimensioni, dalla morfologia generale simile a quella del cranio di una donnola. Il cranio era lungo meno di cinque centimetri, basso e relativamente allungato. Oaxacagale possiede un insolito mix di caratteristiche arcaiche e derivate.

## Classificazione e paleobiogeografia
Oaxacagale ruizi venne descritto per la prima volta nel 2021, sulla base di un piccolo cranio ritrovato nella Formazione Yolomécatl in Messico, in una successione lacustre/fluviale spessa circa 650 metri, di età tardo eocenica o forse oligocenica. 
Cladisticamente, Oaxacagale si trova in una politomia che include solo alcuni mustelidi europei arcaici. Questo pone un problema biogeografico irrisolvibile con le prove a portata di mano: o il nuovo taxon ha avuto origine in Europa da antenati ancora sconosciuti, e poi è emigrato nel Nord America meridionale (tropicale), oppure si è evoluto in Nordamerica, raggiungendo indipendentemente le sinapomorfie dei Mustelidae arcaici ed emigrando poi in Europa. 

## Paleoecologia
Oaxacagale doveva avere uno stile di vita simile a quello di una donnola, e si avvicinava all'aspetto dell'attuale Mustela frenata; ciò suggerisce che Oaxacagale fosse abile nella caccia sotterranea a piccoli animali.